# Roger de Cannes
Roger de Cannes (1060 - 30 de desembre de 1129) (en italià: Ruggero di Canne) va ser bisbe de Canes. Va contribuir a la reconstrucció material i anímica de la ciutat després de la destrucció causada pels normands, i és venerat com a Sant Roger per l'Església Catòlica

## Biografia
Va néixer a Canes de la Pulla, i va ser escollit bisbe de la petita diòcesi de la ciutat ja fundada el segle x. El seu nom, d'arrels germàniques i poc comú a la regió en aquella època, fa suposar que podria tenir orígens normands.
El bisbe Roger va adquirir prominència després de la destrucció causada a la ciutat pel pas de l'exèrcit normand del rei Robert Guiscard l'any 1083. Després de la catàstrofe, va assumir el lideratge de la ciutat davant de la caiguda de les institucions civils. S'ocupà de donar almoina als pobres i fundar un hospici pels orfes, i inicià les tasques de reconstrucció.
L'Anònim de Canes, una antiga font biogràfica del segle xiv revela alguns aspectes de la seva personalitat: "era molt amable i zelós per la salvació de les ànimes. (...) La seu episcopal era un autèntic hospici sempre obert per donar cabuda a pelegrins i pobres". Va definir l'episcopat com un servei i no com un instrument per aconseguir prestigi.
D'acord amb documents de l'època, el papes Pasqual II (1099-1118) i Gelasi II (1118-1119) van mantenir correspondència freqüent amb ell, utilitzant el seu assessorament i experiència en qüestions de dret per resoldre conflictes entre les institucions eclesiàstiques i la comunitat. Es considera que la seva aportació va marcar la renovació de l'Església els segles xi i xii.
El setembre de 1101 va ser present a la consagració de la catedral de Sant Sabí de Canosa.
Va morir el 30 de desembre de 1129.

## Relíquies
A la seva mort, Roger va ser proclamat sant i enterreat a la catedral de Cannes. Un segle i mig més tard, el 27 d'abril de 1276, els habitants de la ciutat veïna de Barletta van saquejar la catedral enduent-se'n les relíquies i altres objectes de valor. L'any següent i davant les pressions del papat retornarien els objectes robats, però no el cos del bisbe. Les relíquies del sant es van guardar a la catedral de Santa Maria la Major fins que més tard van ser traslladades a l'església del monestir benedictí de Sant Esteve, que eventualment passaria a anomenar-se "Sant Roger".
El 1303 la vila de Cannes va ser absorbida per Barletta, posant fi al contenciós.

## Iconografia
Sant Roger se sol representar com un bisbe amb els ornaments pontificals (el bàculs i la mitra), i coronat amb una àguila en vol. Aquest element faria referència a la llegenda segons la que un calorós dia d'estiu, una àguila hauria eclipsat el sol estenent les ales per protegir-lo durant una peregrinació a la basílica de Sant Miquel del Mont Gargà.